# 서사학
서사학(영어: narratology)은 이야기의 기술과 구조에 관해 연구하는 학문 분야이다.
서사학에는 크게 나누어 두 개의 조류가 있다. 내용의 유형에 관심을 향하는 것과 표현 (자주 「언설」이라고 불린다)의 형식에 관심을 향하는 것이다. 전자는 러시아 형식주의에 시작해, 구조주의와 관련을 가진다. 후자는, 옛날에는 아리스토텔레스의 「시학」, 플라톤의 「국가」에까지 거슬러 올라가지만, 20세기 초두로부터 반에 걸친 영미나 독일, 프랑스의 연구가 있어, 러시아 형식주의의 소개를 거치고, 1970년대에 제라르 주네트가 대성했다.

## 서사학의 역사

### 내용의 구조 유형
러시아 형식주의에서는, 블라디미르 프로프의 「옛날 이야기의 형태학」(1928년) 이 클로드 레비스트로스의 「신화의 구조」(1955년) 에 앞서 이야기의 잠재적 구조를 연구한 것으로서 자리 매김된다. 프로프의 저서는 1958년에 영역되었다. 그 후 각국에서 연구가 진행되어 프랑스에서는 크러드 브레몬의 「이야기의 메세지」, 롤랑 바르트의 「S/Z」, 트베탄 토도로프의 「십 멜론의 문법」, 그레마스의 「구조 의미론」, 폴 리크르의 「시간과 이야기」, 이탈리아에서는 움베르토 에코, 미국에서는 제랄드 프린스의 「서사학의 위상」등의 성과가 태어났다.

### 표현 형식
러시아 형식주의에서는 시크로후스키의 「산문의 이론」, 보리스 에이헨바움 등의 연구 (「러시아 형식주의 문학론집」수록)가 있다. 또 미하일 바흐찐의 「마르크스주의와 언어 철학」등의 일련의 저작도 관련된다. 영미의 작가·이론가에는 헨리 제임스의 「소설의 기법」, 파시 라복크의 「소설의 기술」, E. M. 포스타의 「소설의 여러 가지 모습」, 웨렉크와 워렌의 「문학의 이론」, 웨인 부스의 「픽션의 수사 학자」등의 저작이 있다. 독일에서는 레이메르트 (Lammert)의 「이야기의 구성 형식」Bauformen des Erzahlens, 케이테 함부르크의 「문학의 논리」, 슈탄트르의 「이야기의 구조」등의 연구가 있다. 프랑스에서는 쟌 프이욘의 「현상학적 문학론」, 쟌 리카르두의 「말과 소설」등의 연구가 있어, 주네트의 「이야기의 담화」(원저는 1972, Figures III의 일부로서 출판) 에 늘어선다.
주네트 이후에서는, 미국의 시모아 채트맨의 「스토리와 언설」Story and Discourse, 「소설과 영화의 수사 학자」, 일본의 후지이 죠와의 「평안 이야기 서술론」 「이야기 이론 강의」, 미타니 쿠니아카의 「겐지 이야기의 언설」, 야마오카 마코토의 「「이야기」의 기호론」, 캐나다의 패트릭 오닐의 「언설의 픽션」 등에 발전을 볼 수 있다. 제랄드 프린스의 「서사학 사전」도 착종한 용어를 대조하는데 편리한 저작이다.

## 주의해야 할 용어

### 이야기
여기서 말하는 이야기 (narrative) 란, 고전 문학이나 구승 문예에서의 이야기가 아니라, 있는 「줄기」에 의해서 정리하는, 통일성이 있는 표현 일반을 가리킨다 (토도로프). 전형적으로는 허구의 문학 작품으로 보여지는 것을 가리키지만, 광의에는 영화 등의 영상 작품이나, 일상 회화 등도 시야에 넣을 수 있다.

### 화자와 청자
이야기에는 적어도 한 명의 화자 (narrator) 가 상정된다. 화자는 인격 등이 명료한 경우도 있으면, 그렇지 않은 경우도 있다. 화자가 있으면, 이야기를 듣는 상대로서의 청자 (narratee) 가 상정된다.
화자는, 이야기해지는 상황·사상으로부터 거리를 두어 이야기하지만, 스스로 등장 인물의 일원으로서 행동하고 있는 경우도 있다.

### 화자와 작자, 청자와 독자
화자는, 작자와는 구별된다. 현실 세계에 육체를 가져 존재하는 작자 (작가) 와도 다르고, 표현으로부터 재구성되는 작자 (내포된 작자 implied author·암묵의 작자) 와도 구별된다. 화자는 말에 의해서 상황·사상을 이야기하지만, 내포된 작자는 그렇지 않고, 화자에 의해서 이야기해진 말의 선택이나 배열의 책임을 가질 뿐이다. 인격을 나타내지 않고 담담하게 이야기하는 화자의 경우, 화자과 내포된 작자의 구별은 애매하게 된다고 여겨지지만, 개념상은 상기와 같이 명확하게 구별된다. 또 일인칭 사소설의 경우도 양자는 혼동하고 수취되는 것이 적지 않다.
청자도 또한 현실 세계에 육체를 가져 존재하는 독자 (reader) 와는 구별된다. 화자는 어느 정도 특정된 청자를 향해 말한다고 상정되지만, 그것은 무수히 존재할 수 있는 독자의 일은 아니다. 또 내포된 독자(implied reader)·암묵의 독자와도 다르다. 내포된 독자는 표현으로부터 추정되는 독자상이다. 이것들은 「소양이 있는 독자」와도 다른 개념이다.

### 이야기 내용과 이야기 언설
주네트의 용어에 의하면, "histoire"와 "recit"와는 구별된다. 전자는 「이야기 내용」이라고 번역되어 말해지는 이야기의 내용이다. 후자는 「이야기 언설」이라고 번역되어 텍스트 그 자체, 즉 언어로 표현된 결과물이다. 이들은, 페르디낭 드 소쉬르의 언어 이론에 있는 「시니피에」 「시니피안」으로부터의 유추에 의한다. 그리고 이야기를 말한다는 행위를 "narration"「이야기 행위」라고 한다.

## 주네트의 이론
주네트는 "temps"「시제」·"mode"「법」·"voix"「모습」이라는 문법 용어를 참고에 이론을 정리했다.

### 시간

#### 순서
이야기 내용의 사건이 발생하는 시간적 순서와 이야기 언설의 제시되는 순서와의 관계를 취급하는 영역이다. 자주 이 순서는 어긋나는 일이 있어, 「착시법」이라고 불린다. 착시법에는 크게 나누어 두 개 있다.
- 후설법 - 옛날 일을 나중에 말하는 경우.
- 선설법 - 지금부터 일어나는 일을 선취해 말하는 경우.

#### 지속
이야기 내용의 시간적 길이와 이야기 언설의 길이 (즉 행수·페이지수 등) 와의 관계를 취급하는 영역이다. 바꾸어 말하면 이야기 언설의 「속도」이다. 이것에는 4개의 종류가 있다.
- 휴지법 - 이야기 내용 = 0, 즉 이야기 내용 < ∞ 이야기 언설. 즉 정지한 정경을 묘사하는 경우.
- 정경법 - 이야기 내용 = 이야기 언설. 예를 들면 회화의 장면 등, 양자의 스피드가 일치하고 있는 경우.
- 요약법 - 이야기 내용 > 이야기 언설. 이야기 언설을 압축해 말하는, 기본적인 서술.
- 생략법 - 이야기 언설 = 0, 즉 이야기 내용 ∞ > 이야기 언설. 즉 있었음이 분명한 사건을 적지 않고, 이야기가 퍼지고 있는 부분.

#### 빈도
이야기 내용에서의 사건의 발생의 회수와 이야기 언설에서의 서술의 회수와의 관계를 취급하는 영역이다. 3개의 종류가 있다.
- 단기법 - 1 대  1. 일어난 회수와 같게 서술하는, 일반적인 방법.
- 반복법 - 1 대  n. 같은 일을 몇 번이나 말하는 경우.
- 괄복법 - n 대  1. 몇 번이나 일어난 사건을 1회로 말하는 경우.

### 서술 방법
이야기 세계를 구성하는 정보를 모두 제시하는 것은 불가능해서, 정보를 선별·가공해 제어해, 이야기 내용의 「재현」("representation")의 제양태를 취급하는 영역이다. 이것은 「모습」의 영역에서 취급하는 일과는 명확하게 구별되어야 할 일을 주네트는 강조한다.

#### 거리
전통적이게는 플라톤, 아리스토텔레스 이래의 미메이시스 (모방)·디에게이시스 (서술), 영미의 "showing", "telling"의 대립으로서 연구되어 왔다. 이야기에서 미메이시스는 등장 인물의 회화문이다. 이야기 언설에 의해서 등장 인물의 회화를 표현하는 방법에는 3개의 종류가 있다.
- 재현된 언설 - 미메이시스성이 강하다. 구체적으로는 직접화법.
- 전기된 언설 - 간접화법.
- 이야기화된 언설 - 화자에 의한 지문. 미메이시스성이 약하다.

#### 관점 초점화
전통적으로 「시점」의 문제로서 다루어져 왔다. 이야기 세계의 정보를 파악하기 위해서 누구의 시점을 채용할지 (혹은 채용하지 않는지) 라는 것을 취급하는 영역이다. 「시점」(viewpoint, point of view)이라는 용어에는 「눈으로 본다」라는 시각에 한정되는 뉘앙스가 강하기 때문에, "focalisation" (초점화) 라는 용어가 제안되고 있다. 초점화에는 크게 나누어 3개의 종류가 있다.
- 초점화 제로, 비초점화 - 전통적으로 「신의 시점」이나 「전지적 화자」라고 불려 온 것. 카메라의 조리개 해방에 비유하고 있다. 잠재적으로는 모든 시간·공간, 모든 등장 인물의 내면에 이르기까지 파악하는 것이 가능하다.
- 내적 초점화 - 어느 등장 인물을 「시점 인물」로서, 그 인물에 의해서 지각된 일만이 그려지는 것.
- 외적 초점화 - 어느 대상 (특히 등장 인물) 을 그릴 때에 외면만을 그리는 것. 사고나 감정은 엿봐 모르다. 예를 들면 대실 해미트의 추리소설이나 어니스트 헤밍웨이의 「살인 청부업자」 「백상을 닮은 산들」등을 예로 들 수 있다. 예를 들면 「카메라 아이」라고 불리는 수법으로 보인다.

등장 인물 A의 지각에 의해서 다른 등장 인물 B의 외면을 그리는 경우, A에게는 내적 초점화이며, B에게는 외적 초점화가 된다.
하나의 이야기 속에서 초점화가 변화하는 일이 있다. 내적 초점화를 한층 더 분류하면, 「고정 초점화」가 일관해서 한 명의 등장 인물의 시점을 이용하는데 대하고, 귀스타브 플로베르의 「보바리 부인」에서 시점 인물이 샤를르 → 엔마 → 샤를르로 변천 하듯이, 시점 인물을 차례차례로 바꾸면서 말해 진행하는 것은 「부정 초점화」라고 불린다. 게다가 동일한 사건을 복수의 시점으로부터 다시 말하는 것은 「다원 초점화」라고 불려 이것은 서간체 소설이나 쿠로자와 아키라의 영화 「라쇼몽」이 예로 들 수 있다. 또, 다른 초점화를 일시적으로 이용하는 일이 있어, 「변조」라고 불린다. 변조에는, 기조가 되는 초점화를 이용하면 당연 말해져야할 일이 말해지지 않은 「묵설법」, 반대로 말해지지 않아야 할 일이 말해지는 「용설법」이 있다.

### 모습
화자 (및 청자) 에 관한 일, 보다 구체적으로는, 화자과 이야기 내용과의 관계, 화자과 이야기 언설과의 관계를 취급하는 영역이다.

#### 이야기의 시간
이야기 내용에 대해서 화자의 시간적 위치와의 관계를 취급하는 영역이다. 4개의 종류가 있다.
- 후치적 - 이야기 내용을 후의 시점으로부터 되돌아 봐, 프랑스어 그 외 유럽의 제언어에서는 과거 시제를 이용해 서술하는 것. 유럽에서는 고전적·일반적.
- 전치적 - 이야기 내용이 일어나기 전에서, 미래 시제를 이용해 예언적으로 서술하는 것. 드물다.
- 동시적 - 이야기 내용의 발생과 동시에, 현재시제를 이용해 서술하는 것.
- 삽입적 - 이야기 내용의 사이에 이야기의 시점이 삽입되는 것. 예를 들면 서간체 소설을 예로 들 수 있지만, 복잡한 구조를 가지고 있다.

#### 이야기의 수준
화자과 이야기 세계와의 위치 관계를 취급하는 영역. 화자는 이야기 세계의 밖으로부터 말하는 경우도 많지만, 이야기 세계의 내부에 있는 것도 있다. 또 이야기 세계 안에, 다른 이야기 세계가 들어가 있는 경우가 있다. 연극으로 말하는 「극중극」에 상당한다. 이야기의 수준은 3개의 종류가 있다.
- 이야기세계외적 - 화자는 이야기 세계 안에서 등장 인물로서 나타나지 않는다. 이 레벨의 화자를 「제1차 화자」라고 부른다.
- 이야기세계 (내) 적 - 화자가 이야기 세계 안에서 등장 인물로서의 역할도 가지고 있다. 바꾸어 말하면 등장 인물이 화자의 역도 담당한다. 이 레벨의 화자를 「제2차 화자」라고 부른다. 예를 들면 「천일야화」의 셰에라자드나 「마농 레스코」의 데 그류가 예로 들 수 있다.
- 메타 이야기 세계적 - 「제2차 화자」에 의해서 말해지는, 극중극의 세계이다[9].

이러한 수준의 경계가 침범되는 일이 있다. 이것을 「전설법」이라고 부른다. 예를 들면 이야기 세계 밖의 제1차의 화자가 이야기 세계에서의 사건을 말하고 있는 한중간에, 「머지 않아 바르벡크에 출발하는 몸의 나에게는, 더 이상 사교계의 묘사를 하고 있을 틈은 없다」와 같이 이야기 세계 밖의 내용이 그려지는 경우를 예로 들 수 있다.

#### 인칭
화자과 이야기 내용의 등장 인물과의 관계를 취급하는 영역. 전통적으로 「일인칭 소설」 「삼인칭 소설」의 대립으로 여겨져 온 것이다. 이른바 삼인칭 소설이어도 화자는 자신을 일인칭 대명사를 이용해 지시하는 것은 가능해서, 종래의 용어법은 부적절하다고 주네트는 지적한다. 인칭에 의한 분류는 크게 나누어 2개 있다.
- 등질이야기세계적 - 화자가 등장 인물을 「나」라고 일인칭 대명사로 지시하는 것이 가능하다. 바꾸어 말하면 등장 인물이 화자가 되고 있다. 종래의 「일인칭 소설」. 화자가 주인공인 경우, 특히 「자기 이야기 세계적」이라고 부른다.
- 이질이야기세계적 - 화자는 어떠한 등장 인물도 「나」라고 지시하지 않는다. 바꾸어 말하면 화자는 등장 인물로서 등장하지 않는다. 종래의 「삼인칭 소설」.

「수준」과「인칭」은 기본적으로 독립이다. 호메로스는 「이야기 세계 밖」에서 「이질 이야기 세계적」인 이야기를 실시해, 오디세우스는 「이야기 세계 안」에서 「등질 이야기 세계적」인 이야기를 실시한다. 그러나 「잃어버린 시간을 찾아서」의 마르셀은 「이야기 세계 안」에도 등장하는 한편, 「이야기 세계 밖」으로부터도 「등질 이야기 세계적」인 이야기를 실시한다. 즉 등장 인물 마르셀을 일인칭으로 지시한다.
또 이들과 「초점화」라는 관계도, 기본적으로 독립이다. 「이질 이야기 세계적」은 「비초점화」가 많아, 「등질 이야기 세계적」은 「내적 초점화」 및 「외적 초점화」가 많을지도 모른다. 그러나 일인칭 대명사로 「등질 이야기 세계적」으로 말하는 경우, 이야기 세계내에서 관찰한 마르셀의 인식과 그 수십년 후에 많은 배경 사정을 죄다 알고 나서 말할 때와는, 「초점화」나 「거리」의 본연의 자세가 다르다. 또 자유 간접 화법에서 삼인칭을 이용하는 버지니아 울프의 작품에서는 「이질 이야기 세계적」의 「내적 초점화」가 생긴다.

## 같이 보기
- 문학 이론
- 기호론
- 이야기의 유형

## 참고 문헌
- 시모어 채프먼  「이야기와 담화」 홍재범 역, 호모 루덴스, 2017년. 참고로 1978년에 나온 서사학 입문개론서.  「영화와 소설의 서사구조」,(김경수 역, 민음사, 1995년), 그리고 「이야기와 담론」(한용환 역, 푸른사상, 2003년)이 모두 같은 책이다.
- 미케 발,  「서사란 무엇인가」 한용환 외 역, 문예출판사, 1999년. 원서는 1980년에 나온 입문개론서.
- 제랄드 프랭스  「서사학이란 무엇인가」 최상규 역, 예림기획, 2015년(개정판). 참고로 원서는 1982년에 나온 입문개론서. 첫 번역본은 문학과지성사에서 1988년에 나왔다. 같은 역자의 번역본이 출판사를 바꾸며 개정되어 온 것. ·
- S. 리먼-캐넌,  「소설의 현대 시학」  최상규 역, 예림기획, 1999년. 원서는 1983년에 나온 입문개론서, 문학과지성사에서 나온  「소설의 시학」과 같은 책이다.
- 포터 애벗, 「서사학 강의」 우찬제 외 역, 문학과지성사, 2010년. 원서는 2008년에 나왔고, 2020년에 개정판이 출간되었으나 번역되지는 않았다. 캠브리지 대학 입문서(introduction) 시리즈 중 하나.
- 웨인 부스  「소설의 수사학」 최상규 역, 예림기획, 1999년. 원서는 1961년에 나온, "보여주기와 말하기"의 구별을 내세운 고전이다. 1980년대 이후 같은 번역본이 여러 번 복간되었다.
- 츠베탕 토도로프  「산문의 시학」 문예출판사, 1992년. 원서는 1972년에 나온 고전. 처음으로 '서사학'이란 용어를 쓰고 구조주의 서사학의 초창기를 대표하는 책.
- 제라르 주네트  「서사 담론」 권택영 역, 교보문고, 1992년. 원서는 1972년에 나온 고전. 프루스트의 소설의 구조적 분석인 동시에 서사 이론서이기도 하다. 특히 '시간'의 이론에 있어서 결정적인 기여를 한 고전적인 이론, 연구서.
- E.M. 포스터  「소설의 시학」 문예출판사, 1993년. 원서는 1927년에 나온 것으로, 강연을 펴낸 것. 서사학 서적은 아니지만 소설가인 저자의 관점에서 현대 소설의 시학을 다룬 현대의 고전.
- 데이비드 로지 「소설의 기교」 역락, 2010년. 원서는 1992년에 나왔으며, 소설가이자 독자, 연구자, 비평가의 경험과 관점을 종합해 흥미로운 소설 시학의 주제들을 다루고 있다.